# بامسار (مقاطعة فومن)
بامسار (بالفارسية: پامسار) هي قرية تقع في غيلان في إيران. يقدر عدد سكانها بـ 302 نسمة بحسب إحصاء 2016.